# Județul Teleorman
Teleorman este un județ în regiunea istorică Muntenia, în sudul României. Reședința județului este municipiul Alexandria. Se învecinează cu județele Olt, Argeș, Dâmbovița și Giurgiu. Județul se află la granița cu Bulgaria, fiind situat la nord de Dunăre. Este parte a Olteniei, datorită comunei Islaz, dar în rest toată granița județului aparține regiunii Muntenia.

## Etimologia
Teleorman ar putea să aibă sensul de pădure nebună (în limba turcă: deli orman). Din vechea Pădure nebună de odinioară s-a păstrat, până pe data de 17 iunie 2010, când a fost scos din rădăcini, în urma unei furtuni, în nordul județului, în satul Plopi, cel mai bătrân stejar din țară.
Este însă posibil ca teleorman să fi însemnat „pădurea cumană” ori „pădurea cumanilor”, avându-se în vedere că printre denumirile date populației cumane se numără și mai puțin cunoscutul tele. 
În limba tătară crimeeană, înrudită cu limba cumană, "telli" înseamnă "sârmos" iar "orman" înseamnă pădure. Traducerea "telli orman" ar fi "pădure deasă, de nepătruns". 
Se presupune că numele a rămas de la cumani din epoca în care teritoriul viitoarelor principate Moldova și Țara Românească avea, în documentele și cronicile medievale, denumirea „Cumania neagră”.
Locuitorii județului se numesc teleormăneni.

## Stema

Stema județului Teleorman

Stema județului Teleorman se compune dintr-un scut triunghiular cu marginile rotunjite. 
În partea de jos a stemei se află Dunărea, care curge în sudul județului, fiind cea mai importantă apă curgătoare a Teleormanului. 
În stânga se află trei oi, așezate doi la unu. Oaia este cel mai important simbol al întregului județ, fiind unul dintre singurele elemente prezente în toate celelalte versiuni ale stemei. 
În dreapta se află un copac dezrădăcinat, reprezentând pădurile județului. Copacul de asemenea mai face referire și la numele turcesc Deli Orman(Pădure Nebună). Acesta este singurul simbol păstrat din vechea stemă a Teleormanului de pe vremea comunistă. 
În partea de sus a stemei se află niște spice de grâu, fiind simboluri ale unui județ în care agricultura rămâne ocupația de bază.

## Demografia
Populația județului s-a redus cu 24% din 1992, până în prezent. Potrivit datelor recensământului din 1992, în Teleorman trăiau 483.840 de persoane. În 2011, județul mai număra doar 360.178 de locuitori. Densitatea populației în prezent este de 62,2/km².
În 2002 avea o populație de 436.025 locuitori, densitatea populației era 75/km².
În prezent, peisajul etnic din Teleorman este dominat de majoritatea română, cu o mică minoritate de romi. În date mai exacte, populația județului poate fi împărțită astfel: 
- Români - 96.76%[3]
- Romi - 3.18%
- există și o mică minoritate bulgărească care trăiește în câteva sate ai căror membri preferă însă să se declare "români" la recensământ. Există de asemenea și o comunitate sârbească, dar, similar cu cea bulgărească, membrii ei preferă să se declare "români" la recensământ.

Conform Recensământului din 2021 județul Teleorman are o populație de 323.544 cu o majoritate de români (87,35%) și minorități de romi (2,92%), bulgari (0,01%), alte etnii (0,06%) și necunoscută (9,66%).
Populația Teleormanului este în scădere, asemenea mai multor județe. Iată un tabel cu evoluția populației:
| Anul | Populația |
| ---- | --------- |
| 1948 | 487,394   |
| 1956 | 510,488   |
| 1966 | 516,222   |
| 1977 | 518,943   |
| 1992 | 483,840   |
| 2002 | 436,025   |
| 2011 | 360,178   |
| 2021 | 323,544   |

## Geografie

### Geografie fizică
Teleorman are o suprafață totală de 5,790 km². Județul poate practic fi împărțit în două regiuni: 
- Zona de nord și centru dominată de câmpii care fac parte din Câmpia Română. Acestea sunt separate de diverse râuri mici, care uneori formează văi adânci.
- Zona de sud, dominată de Dunăre. Aici se pot găsi lacuri și mici canale.

Pe lângă Dunăre, cel mai mare râu care trece prin Teleorman este Oltul, care se varsă în Dunăre în apropierea comunei Islaz. Alte râuri importante sunt Vedea, Teleorman și Călmățui. 

### Clima
Clima județului este temperat continentală. Vara este caldă și secetoasă iar iarna este geroasă, climă tipică Munteniei. De asemenea, zona Teleormanului este afectată de multitudinea de ape curgătoare care trec prin județ, printre care și Dunărea și Oltul. 

### Vecini
Teleorman se învecinează cu județul Giurgiu la est, cu județul Olt la vest, și cu județele Argeș și Dâmbovița la nord. 
Teleorman se învecinează cu Bulgaria la sud, mai exact cu Regiunea Veliko Tărnovo, cu Regiunea Plevna, și cu Regiunea Ruse.

## Istorie

### Parte a Valahiei

Hartă a ținuturilor (județelor) Țării Românești. Teleormanul este vizibil în partea sudică a statului.

Teleorman este unul dintre cele mai vechi județe ale României, existând încă de pe vremea Țării Românești (Valahia). Din 1601, Teleorman a fost unul dintre ținuturile Valahiei după asasinarea lui Mihai Viteazul. Pe acea vreme Teleormanul era înconjurat de ținutul Olt, ținutul Argeș și ținutul Vlașca. De asemenea, ținutul Teleorman mai avea graniță și cu raiaua Turnu, dar și cu Imperiul Otoman.

### Parte a Principatelor Unite

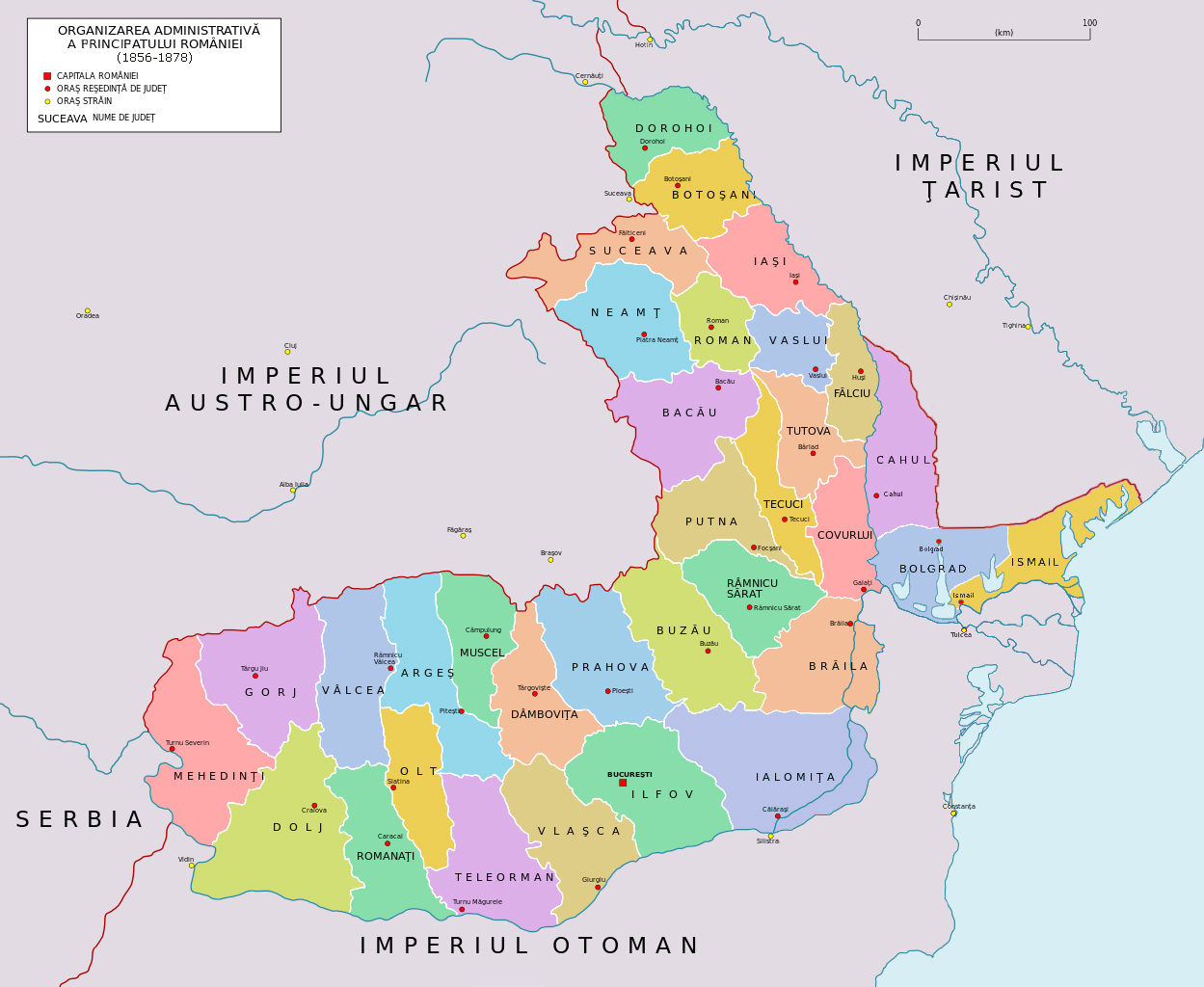
Județele Principatelor Unite între 1856 și 1878

Ca urmare a Micii Uniri județul Teleorman a fost încorporat în Principatele Unite ale Moldovei și Țării Românești, rămânând în mare parte sub aceeași formă teritorială, cu excepția încorporării Raiei Turnu, împărțită cu județul Romanați și a sudului județului Olt.
În 1878, după încheierea Războiului de Independență, Dobrogea este încorporată în România în schimbul județelor Cahul, Bolgrad și Ismail. Județul Teleorman va rămâne neschimbat în timpul perioadei antebelice, Războaielor Balcanice și Primului Război Mondial.

### Perioada Interbelică și România Mare

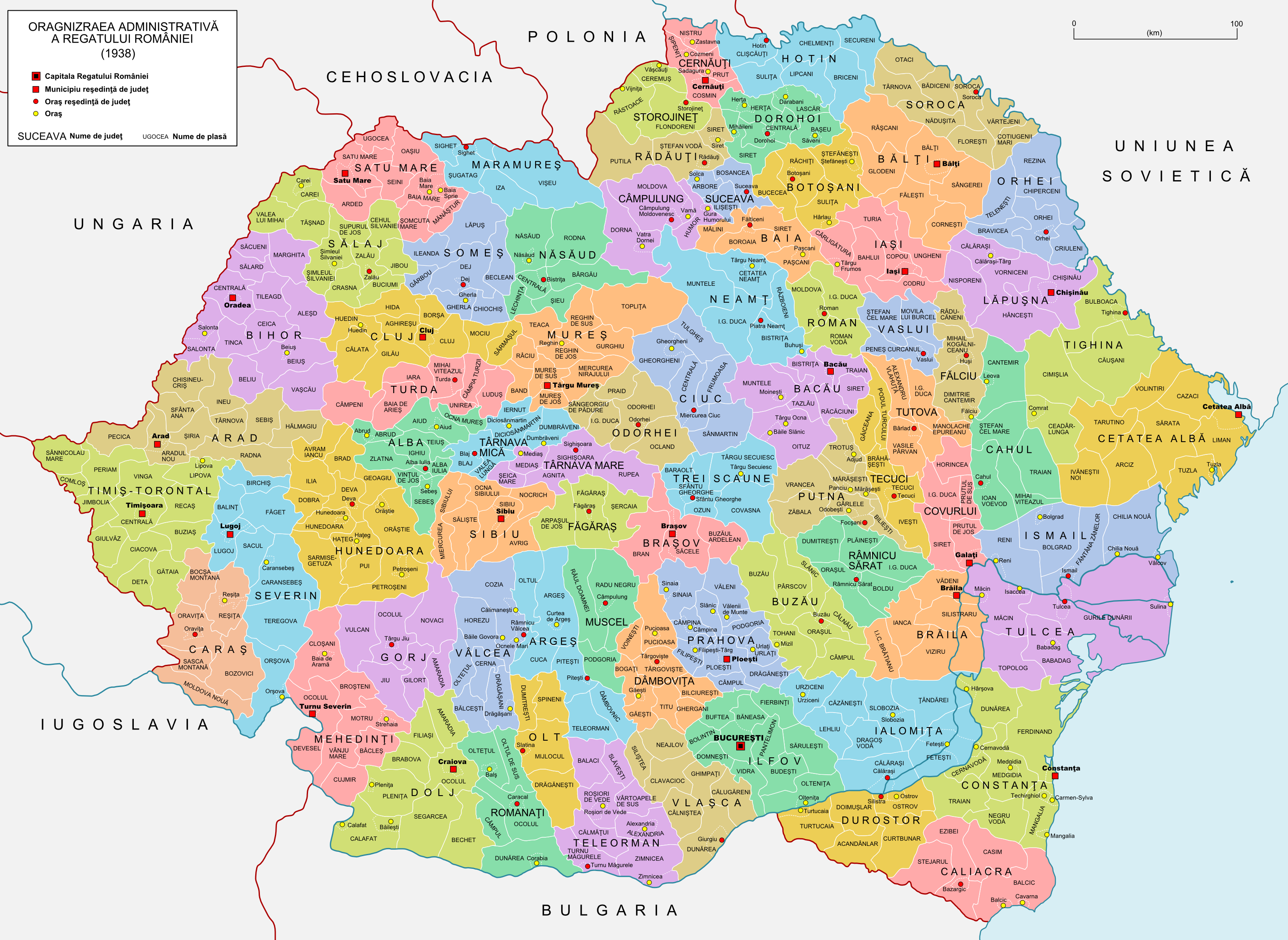
Județele României Mari (inclusiv Teleorman)

Teleorman a fost situat în partea de sud a României Mari, în partea sud-vestică a Munteniei. Capitala sa de atunci a fost Turnu Măgurele. Județul era înconjurat de Județul Romanați și Județul Olt la vest, Județul Argeș la nord, de Județul Vlașca la est și de Regatul Bulgariei la sud, dincolo de Dunăre. Teleormanul interbelic conținea în mare parte teritoriile sale din prezent.
Din punct de vedere administrativ, Teleorman era împărțit în cinci plăși:
- Plasa Alexandria, cu reședința la Alexandria;
- Plasa Balaci, cu reședința la Balaci;
- Plasa Roșiori de Vede, cu reședința la Roșiori de Vede;
- Plasa Turnu Măgurele, cu reședința la Turnu Măgurele;
- Plasa Zimnicea, cu reședința la Zimnicea.

Mai târziu au apărut trei noi plăși:
- Plasa Călmățuiu, cu reședința la Călmățuiu;
- Plasa Slăvești, cu reședința la Slăvești;
- Plasa Vârtoapele de Sus, cu reședința la Vârtoapele de Sus.

Conform recensământului populației din 1930, în Teleorman trăiau 347,294 de cetățeni, dintre care 98,1% erau români, 1,4% romi, iar restul alte minorități (în mare parte bulgari). Din punct de vedere religios, teleormănenii erau 99% Creștini Ortodoxi, 0,6% adventiști, 0,1% musulmani, iar restul făceau parte din alte religii. 
În 1930, 58,632 de locuitori trăiau în mediul urban (94,4% români, 3,3% romi, 0,4% maghiari, 0,4% evrei, plus alte minorități). Din punct de vedere religios, populația urbană era compusă din ortodocși (98,1%), musulmani (0,6%), evrei (0,4%), catolici (0,4%) și alte minorități.

### Statul Național-Legionar

Harta administrativă a României în 1942

Nefiind parte din zonele cedate aliaților Germaniei Naziste, Teleorman a continuat să facă parte din Regatul României până la intrarea acestuia în Al Doilea Război Mondial, sub forma Statului Național-Legionar. În timpul războiului Teleorman a fost foarte slab afectat. În mare parte a rămas sub aceeași formă ca în interbelic, cu excepția unor mici modificări la granița de est. Nici vecinii și nici unitățile administrative ale județului nu s-au schimbat. Teleorman a rămas în această stare până la sfârșitul războiului.

### Războiul Rece și perioada modernă

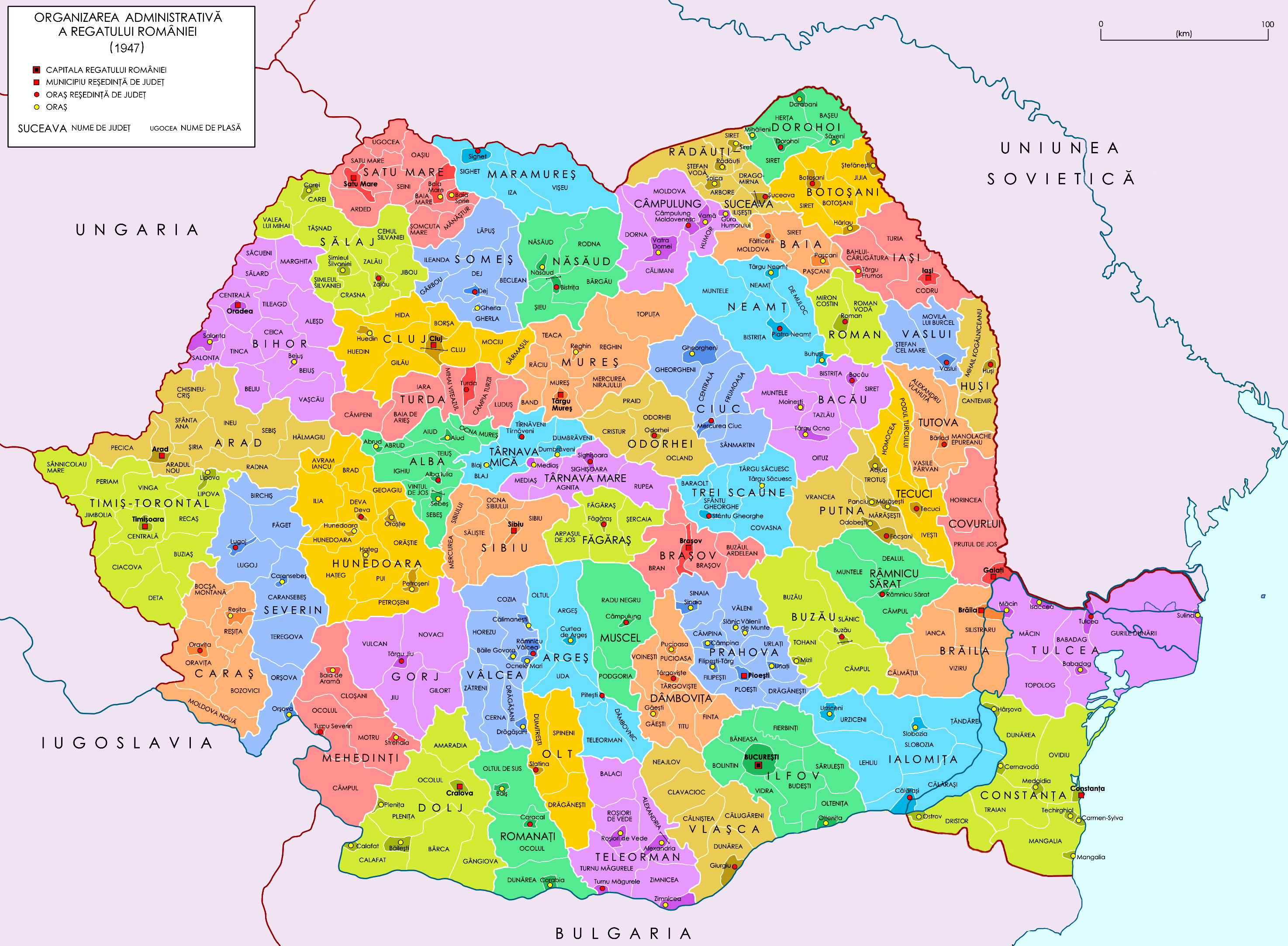
Prima schimbare administrativ-teritorială a României de după război

După încheierea războiului, România a trecut prin încă o schimbare administrativ-teritorială. În 1945, Teleorman a fost adus într-o nouă formă, una cu mult mai apropiată de starea sa din antebelic. De asemenea, harta plășilor județului a fost larg simplificată: plasa Vârtoapele de Sus a fost anexată de plasa Alexandria, plasa Slăvești a fost împarțită între plășile Balaci și Alexandria, iar plasa Călmățui a fost anexată de plasa Turnu Măgurele.

A doua schimbare administrativ-teritorială a României de după război

În 1950 guvernul comunist a schimbat din nou administrația teritorială a țării, schimbând județele cu regiuni și plășile cu raioane. Astfel, Teleorman a fost una dintre regiunile create. Regiunea Teleorman conținea cea mai mare parte a terenului fostului județ, împreună cu teritorii luate de la fostele județe Romanați, Olt și Vlașca. Regiunea conținea raioanele șapte raioane, cu reședințele la Vida, Vârtoapele, Roșiorii de Vede (de altfel și reședința regiunii), Drăgănești, Alexandria, Zimnicea și Turnu-Măgurele.

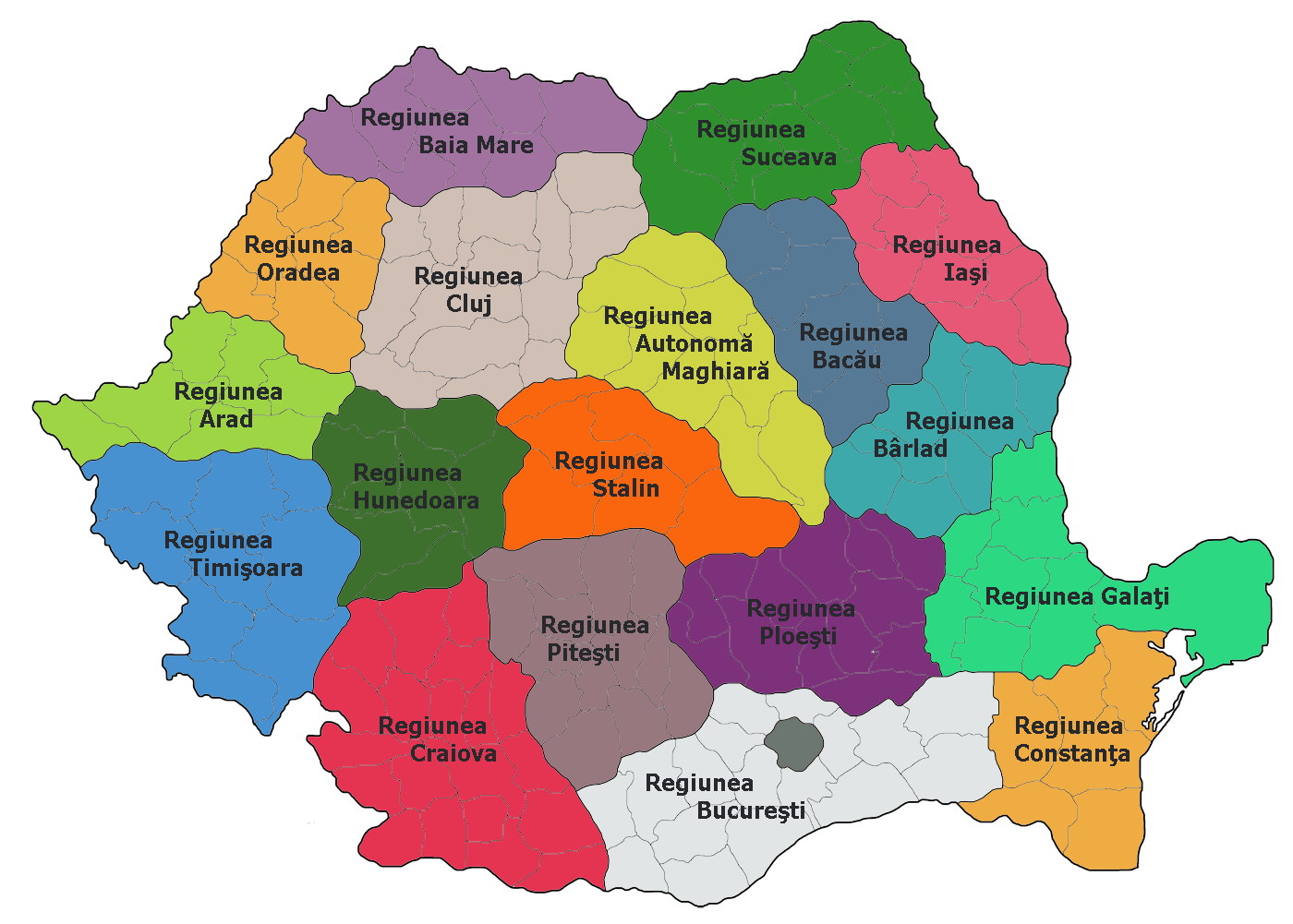
A treia schimbare administrativ-teritorială a Războiului Rece

În 1952 a avut loc încă o schimbare, una care a șters Teleormanul de pe harta țării. În 1952 Teleormanul a fost împărțit între regiunile Craiova, București și Pitești. Teleormanul nu va apărea pe hartă nici după 1960, când regiunile au fost schimbate din nou. De data aceasta, Teleormanul a fost împărțit între regiunile Oltenia, Argeș și București.
În sfârșit, în 1968 a luat loc ultima schimbare administrativ-teritorială. Teleormanul a fost re-creat, de data asta fără nici un fel de sub-divizii. ajungând în starea sa actuală. Județul a rămas neschimbat încă de atunci.

## Economie
Industriile predominante din Teleorman sunt:
- Industria mâncărurilor și a băuturilor;
- Industria textilelor;
- Industria chimicalelor;
- Industria componentelor mecanice (în Alexandria există o mare întreprindere de rulmenți).

Agricultura este ocupația de bază a localnicilor (de scară mare sau mică), majoritatea fructelor și legumelor fiind vândute pe piețele din București. Zona Teleormanului este bine irigată, fiind un factor favorabil agriculturii. 

## Diviziuni administrative
Județul este format din 97 unități administrativ-teritoriale: 3 municipii, 2 orașe și 92 de comune.
Lista de mai jos conține unitățile administrativ-teritoriale din județul Teleorman.
| Stemă              | Nume               | Tip de localitate            | Populație          | Imagine            |
| Municipii și orașe | Municipii și orașe | Municipii și orașe           | Municipii și orașe | Municipii și orașe |
| ------------------ | ------------------ | ---------------------------- | ------------------ | ------------------ |
|                    | Alexandria         | municipiu reședință de județ | 45.434             |                    |
|                    | Roșiorii de Vede   | municipiu                    | 27.416             |                    |
|                    | Turnu Măgurele     | municipiu                    | 24.772             |                    |
|                    | Videle             | oraș                         | 11.508             |                    |
|                    | Zimnicea           | oraș                         | 14.058             |                    |
| Comune             |                    |                              |                    |                    |
|                    | Balaci             | comună                       | 2.034              |                    |
|                    | Beciu              | comună                       | 1.641              |                    |
|                    | Beuca              | comună                       | 1.371              |                    |
|                    | Blejești           | comună                       | 3.950              |                    |
|                    | Bogdana            | comună                       | 2.493              |                    |
|                    | Botoroaga          | comună                       | 5.899              |                    |
|                    | Bragadiru          | comună                       | 3.969              |                    |
|                    | Brânceni           | comună                       | 2.881              |                    |
|                    | Bujoreni           | comună                       | 1.092              |                    |
|                    | Bujoru             | comună                       | 2.027              |                    |
|                    | Buzescu            | comună                       | 3.922              |                    |
|                    | Băbăița            | comună                       | 3.032              |                    |
|                    | Cervenia           | comună                       | 3.190              |                    |
|                    | Ciolănești         | comună                       | 3.143              |                    |
|                    | Ciuperceni         | comună                       | 1.549              |                    |
|                    | Conțești           | comună                       | 3.479              |                    |
|                    | Cosmești           | comună                       | 2.600              |                    |
|                    | Crevenicu          | comună                       | 1.564              |                    |
|                    | Crângeni           | comună                       | 2.878              |                    |
|                    | Crângu             | comună                       | 1.467              |                    |
|                    | Călinești          | comună                       | 3.473              |                    |
|                    | Călmățuiu          | comună                       | 2.188              |                    |
|                    | Călmățuiu de Sus   | comună                       | 2.282              |                    |
|                    | Didești            | comună                       | 1.322              |                    |
|                    | Dobrotești         | comună                       | 4.605              |                    |
|                    | Dracea             | comună                       | 1.358              |                    |
|                    | Drăcșenei          | comună                       | 1.791              |                    |
|                    | Drăgănești de Vede | comună                       | 2.154              |                    |
|                    | Drăgănești-Vlașca  | comună                       | 4.325              |                    |
|                    | Frumoasa           | comună                       | 2.203              |                    |
|                    | Frăsinet           | comună                       | 2.623              |                    |
|                    | Furculești         | comună                       | 3.063              |                    |
|                    | Fântânele          | comună                       | 1.700              |                    |
|                    | Gratia             | comună                       | 3.005              |                    |
|                    | Gălăteni           | comună                       | 2.967              |                    |
|                    | Islaz              | comună                       | 5.339              |                    |
|                    | Izvoarele          | comună                       | 2.578              |                    |
|                    | Lisa               | comună                       | 2.107              |                    |
|                    | Lița               | comună                       | 2.687              |                    |
|                    | Lunca              | comună                       | 3.350              |                    |
|                    | Mavrodin           | comună                       | 2.693              |                    |
|                    | Mereni             | comună                       | 3.084              |                    |
|                    | Moșteni            | comună                       | 1.622              |                    |
|                    | Mârzănești         | comună                       | 3.885              |                    |
|                    | Măgura             | comună                       | 2.811              |                    |
|                    | Măldăeni           | comună                       | 4.092              |                    |
|                    | Nanov              | comună                       | 3.586              |                    |
|                    | Necșești           | comună                       | 1.306              |                    |
|                    | Nenciulești        | comună                       | 2.477              |                    |
|                    | Năsturelu          | comună                       | 2.619              |                    |
|                    | Olteni             | comună                       | 3.289              |                    |
|                    | Orbeasca           | comună                       | 7.625              |                    |
|                    | Peretu             | comună                       | 6.329              |                    |
|                    | Piatra             | comună                       | 3.392              |                    |
|                    | Pietroșani         | comună                       | 2.941              |                    |
|                    | Plopii-Slăvitești  | comună                       | 2.581              |                    |
|                    | Plosca             | comună                       | 5.900              |                    |
|                    | Poeni              | comună                       | 3.118              |                    |
|                    | Poroschia          | comună                       | 4.166              |                    |
|                    | Purani             | comună                       | 1.524              |                    |
|                    | Putineiu           | comună                       | 2.371              |                    |
|                    | Rădoiești          | comună                       | 2.187              |                    |
|                    | Răsmirești         | comună                       | 993                |                    |
|                    | Saelele            | comună                       | 2.293              |                    |
|                    | Salcia             | comună                       | 2.659              |                    |
|                    | Scrioaștea         | comună                       | 3.853              |                    |
|                    | Scurtu Mare        | comună                       | 1.838              |                    |
|                    | Seaca              | comună                       | 2.270              |                    |
|                    | Segarcea-Vale      | comună                       | 3.211              |                    |
|                    | Sfințești          | comună                       | 1.153              |                    |
|                    | Siliștea           | comună                       | 2.513              |                    |
|                    | Siliștea Gumești   | comună                       | 2.633              |                    |
|                    | Slobozia Mândra    | comună                       | 1.819              |                    |
|                    | Smârdioasa         | comună                       | 2.385              |                    |
|                    | Stejaru            | comună                       | 1.968              |                    |
|                    | Suhaia             | comună                       | 2.338              |                    |
|                    | Sârbeni            | comună                       | 1.617              |                    |
|                    | Săceni             | comună                       | 1.373              |                    |
|                    | Talpa              | comună                       | 2.055              |                    |
|                    | Traian             | comună                       | 1.902              |                    |
|                    | Trivalea-Moșteni   | comună                       | 2.837              |                    |
|                    | Troianul           | comună                       | 3.048              |                    |
|                    | Tătărăștii de Jos  | comună                       | 3.779              |                    |
|                    | Tătărăștii de Sus  | comună                       | 3.197              |                    |
|                    | Uda-Clocociov      | comună                       | 1.582              |                    |
|                    | Vedea              | comună                       | 3.592              |                    |
|                    | Viișoara           | comună                       | 1.889              |                    |
|                    | Vitănești          | comună                       | 2.945              |                    |
|                    | Vârtoape           | comună                       | 3.145              |                    |
|                    | Zâmbreasca         | comună                       | 1.540              |                    |
|                    | Ștorobăneasa       | comună                       | 3.101              |                    |
|                    | Țigănești          | comună                       | 4.508              |                    |

## Monumente și obiective turistice

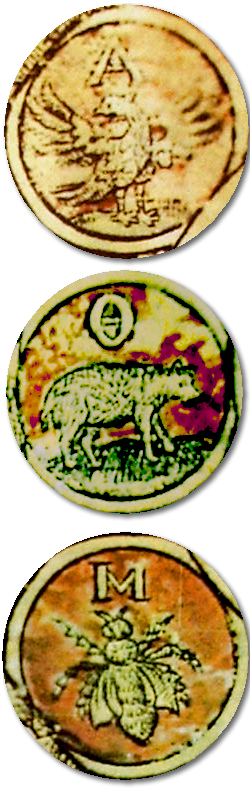
Stemele județelor Argeș, Teleorman și Mehedinți din anul 1715, luate din Mănăstirea Antim

Teleorman nu are prea mult succes în industria turismului, cu toate că folclorul și cultura sa este foarte bogată. Multe personalități românești s-au născut aici, multe dintre ele descriind viața la sat într-o manieră pitorească. De asemenea, Teleorman a fost unul dintre locurile unde a luat loc Revoluția Română din 1848. 
În general turiști sunt atrași de Alexandria sau de Dunăre. Printre cele mai importante obiecte turistice din Teleorman se numără:
- Situl arheologic de la Ciuperceni (Epoca de piatra - paleolitic)
- Cetatea de pământ de la Frumoasa (sec. XIV, Epoca medievală)
- Situl arheologic de la Orbeasca de Sus (Epoca bronzului, epoca fierului)
- Cetatea medievală Turnu (1394-1829)
- Fortificația de pământ de la Putineiu (Epoca romană)
- Fortificația de pământ de la Roșiorii de Vede (Epoca romană)
- Așezarea de la Vitănești (Eneolitic, Cultura Gumelnița)
- Situl arheologic de la Zimnicea (Epoca bronzului, Hallstatt, Epoca medievală)
- Catedrala Episcopală „Sf. Alexandru” (1869-1898)
- Biserica „Adormirea Maicii Domnului” din Balaci (1684)
- Conacul Noica din Ștorobăneasa (sec. XIX)
- Biserica „Sf. Apostol și Evanghelist Luca” din Brânceni (1850)
- Biserica de lemn „Cuvioasa Paraschiva” din Bujoreni (1711)
- Biserica „Nașterea Maicii Domnului”, „Sf. Ioan Botezătorul” din Săceni (1843)
- Biserica de lemn „Sf. Dumitru” din Siliștea (1797)
- Biserica „Sf. Arhangheli Mihail și Gavril” din Buzescu (1860)
- Biserica „Sf. Dumitru” a fostei mănăstiri Drăgănești (1647)
- Biserica „Adormirea Maicii Domnului”din Didești (sec. XIX)
- Biserica de lemn „Cuvioasa Paraschiva” din Scurtu Mare (1859)
- Mănăstirea Plăviceni (Aluniș) din Plopii-Slăvitești (1648)
- Cula lui Costea din Frăsinet (sec. XVIII)
- Biserica de lemn „Sf. Nicolae” din Băbăița (1808)
- Biserica „Sf. Nicolae” din Islaz (1830 - 1837)
- Biserica de lemn „Sf. Împărați” din Purani (1810)
- Biserica de lemn „Sf. Nicolae” din Sârbeni (1778)
- Biserica de lemn „Sf. Nicolae” din Blejești (1812)
- Biserica „Sf. Arhangheli Mihail și Gavril” din Smârdioasa (1824)
- Biserica de lemn „Sf. Nicolae” din Mârzănești (1815)
- Biserica „Sf. Haralambie” din Turnu Măgurele (1905)
- Biserica „Cuvioasa Paraschiva” din Turnu Măgurele (1862)
- Biserica de lemn „Cuvioasa Paraschiva” din Videle (1782)
- Statuia Dorobanțului din Turnu Măgurele (1907)

## Politică
Județul Teleorman este administrat de un consiliu județean format din 32 consilieri. În urma alegerilor locale din 2024, consiliul este prezidat de Adrian-Ionuț Gâdea de la PSD, iar componența politică a consiliului este următoarea:
|  | Partid                          | Consilieri | Componența Consiliului | Componența Consiliului | Componența Consiliului | Componența Consiliului | Componența Consiliului | Componența Consiliului | Componența Consiliului | Componența Consiliului | Componența Consiliului | Componența Consiliului | Componența Consiliului | Componența Consiliului | Componența Consiliului | Componența Consiliului | Componența Consiliului | Componența Consiliului | Componența Consiliului | Componența Consiliului |
|  | ------------------------------- | ---------- | ---------------------- | ---------------------- | ---------------------- | ---------------------- | ---------------------- | ---------------------- | ---------------------- | ---------------------- | ---------------------- | ---------------------- | ---------------------- | ---------------------- | ---------------------- | ---------------------- | ---------------------- | ---------------------- | ---------------------- | ---------------------- |
|  | Partidul Social Democrat        | 18         |                        |                        |                        |                        |                        |                        |                        |                        |                        |                        |                        |                        |                        |                        |                        |                        |                        |                        |
|  | Partidul Național Liberal       | 8          |                        |                        |                        |                        |                        |                        |                        |                        |                        |                        |                        |                        |                        |                        |                        |                        |                        |                        |
|  | Alianța pentru Unirea Românilor | 3          |                        |                        |                        |                        |                        |                        |                        |                        |                        |                        |                        |                        |                        |                        |                        |                        |                        |                        |

### 2020–2024
Consiliul Județean din Teleorman, ales după alegerile locale din 2020, a fost prezidat de Adrian-Ionuț Gâdea de la PSD, iar componența politică a fost următoarea:
|  | Partid                    | Consilieri | Componența Consiliului | Componența Consiliului | Componența Consiliului | Componența Consiliului | Componența Consiliului | Componența Consiliului | Componența Consiliului | Componența Consiliului | Componența Consiliului | Componența Consiliului | Componența Consiliului | Componența Consiliului | Componența Consiliului | Componența Consiliului | Componența Consiliului | Componența Consiliului | Componența Consiliului |
|  | ------------------------- | ---------- | ---------------------- | ---------------------- | ---------------------- | ---------------------- | ---------------------- | ---------------------- | ---------------------- | ---------------------- | ---------------------- | ---------------------- | ---------------------- | ---------------------- | ---------------------- | ---------------------- | ---------------------- | ---------------------- | ---------------------- |
|  | Partidul Național Liberal | 17         |                        |                        |                        |                        |                        |                        |                        |                        |                        |                        |                        |                        |                        |                        |                        |                        |                        |
|  | Partidul Social Democrat  | 15         |                        |                        |                        |                        |                        |                        |                        |                        |                        |                        |                        |                        |                        |                        |                        |                        |                        |

### 2016–2020
Consiliul Județean din Teleorman, ales după alegerile locale din 2016, a avut în perioada 2016–2020 33 de consilieri, având cu următoarea compoziție politică:
|  | Partid                                       | Consilieri | Componența Consiliului | Componența Consiliului | Componența Consiliului | Componența Consiliului | Componența Consiliului | Componența Consiliului | Componența Consiliului | Componența Consiliului | Componența Consiliului | Componența Consiliului | Componența Consiliului | Componența Consiliului | Componența Consiliului | Componența Consiliului | Componența Consiliului | Componența Consiliului | Componența Consiliului | Componența Consiliului |
|  | -------------------------------------------- | ---------- | ---------------------- | ---------------------- | ---------------------- | ---------------------- | ---------------------- | ---------------------- | ---------------------- | ---------------------- | ---------------------- | ---------------------- | ---------------------- | ---------------------- | ---------------------- | ---------------------- | ---------------------- | ---------------------- | ---------------------- | ---------------------- |
|  | Partidul Social Democrat                     | 18         |                        |                        |                        |                        |                        |                        |                        |                        |                        |                        |                        |                        |                        |                        |                        |                        |                        |                        |
|  | Partidul Național Liberal                    | 11         |                        |                        |                        |                        |                        |                        |                        |                        |                        |                        |                        |                        |                        |                        |                        |                        |                        |                        |
|  | Partidul Alianța Liberalilor și Democraților | 2          |                        |                        |                        |                        |                        |                        |                        |                        |                        |                        |                        |                        |                        |                        |                        |                        |                        |                        |
|  | Partidul Mișcarea Populară                   | 2          |                        |                        |                        |                        |                        |                        |                        |                        |                        |                        |                        |                        |                        |                        |                        |                        |                        |                        |

## Personalități
- Marin Preda (1922-1980), nuvelist, romancier, scriitor și director de editură
- Constantin Noica (1909-1987), filosof, poet, eseist, publicist și scriitor
- Zaharia Stancu (1902-1974), scriitor, director de teatru, jurnalist și publicist
- Gala Galaction (1879-1961), scriitor, preot ortodox și profesor de teologie
- Miron Radu Paraschivescu (1911-1971), poet, eseist și publicist
- Anghel Demetriescu (1847-1903), istoric și scriitor
- Niculae Cerveni (n. 19 martie 1926; d. 16 ianuarie 2004) deputat și senator al României, decan al Baroului București 1990-1995
- Liviu Vasilică (1950–2004), cântăreț de muzică populară
- David Praporgescu (1856-1916), general al armatei române
- Ion C. Pena (1911-1944), publicist, poet, epigramist și prozator
- Floarea Calotă, interpretă de muzică populară, autoarea cântecului „Constantine, Constantine”